# Китовнице
Китовнице су насељено мјесто у општини Зворник, Република Српска, БиХ. Према попису становништва из 2013. у насељу је живио 501 становник.

## Становништво
Према попису становништва из 1991. године, мјесто је имало 621 становника.
| Националност | 1991. | 1981. | 1971. |
| Срби         | 527   | 599   | 553   |
| Муслимани    | 91    | 40    | 19    |
| Југословени  | 2     | 3     | –     |
| Остали       | 1     | 1     | 4     |
| Укупно       | 621   | 643   | 576   |

| Демографија | Демографија | Демографија |
| Година      | Становника  | Становника  |
| ----------- | ----------- | ----------- |
| 1948.       | 529         |             |
| 1953.       | 582         |             |
| 1961.       | 636         |             |
| 1971.       | 576         |             |
| 1981.       | 643         |             |
| 1991.       | 621         |             |
| 2013.       | 501         |             |